# Wildomar
Wildomar är en stad (city) i Riverside County, i delstaten Kalifornien, USA. Enligt United States Census Bureau har staden en folkmängd på 32 922 invånare (2011) och en landarea på 61,4 km².